# Algarrobo Seco
Algarrobo Seco (también conocido como Algarrobal Seco) es un caserío peruano ubicado en el distrito de Ignacio Escudero, perteneciente a la provincia de Sullana del departamento de Piura, al norte del Perú. 

## Ubicación
Algarrobo Seco se ubica al oeste de la provincia de Sullana, en el distrito de Ignacio Escudero, en el departamento de Piura. 

## Demografía
En 2017 Algarrobo Seco tenía una población de 15 habitantes.
| Gráfica de evolución demográfica de Algarrobo Seco entre 1993 y 2017 |
|                                                                      |
| Fuentes: Población 1993 y 2017                                       |